# Danh sách Thống đốc Nam Kỳ
Dưới đây là danh sách Thống đốc Nam Kỳ và các chức vụ tương đương khác qua các thời kỳ:
| Tên                                                      | Thời gian đảm nhiệm   | Ghi chú                                                                 |
| -------------------------------------------------------- | --------------------- | ----------------------------------------------------------------------- |
| Charles Rigault de Genouilly                             | 18/02/1859-03/1859    |                                                                         |
| Jean Bernard Jauréguiberry                               | 03/1859-31/03/1859    | Quyền Thống đốc                                                         |
| Théogène François Page                                   | 01/04/1860-06/02/1861 |                                                                         |
| Léonard Victor Joseph Charner                            | 07/02/1861-30/11/1861 |                                                                         |
| Louis Adolphe Bonard                                     | 01/12/1861-16/10/1863 |                                                                         |
| Pierre-Paul de La Grandière                              | 17/10/1863-31/03/1865 |                                                                         |
| Pierre-Gustave Roze                                      | 01/04/1865-28/11/1865 | Xử lý thường vụ Thống đốc                                               |
| Pierre-Paul de La Grandière                              | 29/11/1865-04/04/1868 |                                                                         |
| Marie Gustave Hector Ohier                               | 05/04/1868-10/12/1869 | Quyền Thống đốc                                                         |
| Joseph Faron                                             | 11/12/1869-09/01/1870 | Xử lý thường vụ Thống đốc                                               |
| Alphone Jean Claude René Théodore de Cornulier-Lucinière | 10/01/1870-01/04/1871 |                                                                         |
| Marie Jules Dupré                                        | 02/04/1871-16/03/1872 |                                                                         |
| Charles Joseph Basher d'Arbaud                           | 17/03/1872-16/12/1872 | Quyền Thống đốc                                                         |
| Marie Jules Dupré                                        | 17/12/1872-15/03/1874 |                                                                         |
| Jules François Émile Krantz                              | 16/03/1874-30/11/1874 | Quyền Thống đốc                                                         |
| Nam tước (Baron) Victor Auguste Duperré                  | 01/12/1874-31/01/1876 |                                                                         |
| Henri Gaëtan Ernest Bossant                              | 01/02/1876-06/07/1876 | Quyền Thống đốc                                                         |
| Nam tước Victor Auguste Duperré                          | 07/07/1876-16/10/1877 |                                                                         |
| Louis Charles Georges Jules Lafont                       | 17/10/1877-07/07/1879 |                                                                         |
| Charles Le Myre de Vilers                                | 08/07/1879-07/11/1882 | Thống đốc dân sự đầu tiên                                               |
| Charles Antoine François Thomson                         | 08/11/1882-27/07/1885 |                                                                         |
| Charles Auguste Frédéric Bégin                           | 28/07/1885-19/06/1886 |                                                                         |
| Ange Michel Filippini                                    | 20/06/1886-22/10/1887 |                                                                         |
| Jacques Noël Pardon                                      | 23/10/1887-02/11/1887 | Quyền Thống đốc                                                         |
| Jean Antoine Ernest Constans                             | 03/11/1887-15/01/1888 |                                                                         |
| Auguste Eugène Navelle                                   | 16/01/1888-25/08/1888 | Quyền Thống đốc                                                         |
| Paul Louis Maxime Céloron de Blainville                  | 26/08/1888-16/05/1889 | Phó Thống đốc phụ tá cho Toàn quyền Đông Dương                          |
| Augustin Julien Fourès                                   | 17/05/1889-09/08/1889 | Quyền Thống đốc                                                         |
| Henri-Eloi Danel                                         | 10/08/1889-11/09/1892 |                                                                         |
| Augustin Julien Fourès                                   | 12/09/1892-25/03/1884 |                                                                         |
| Auguste Eugène Navelle                                   | 26/03/1884-15/09/1884 | Quyền Thống đốc                                                         |
| Augustin Julien Fourès                                   | 16/09/1884-18/07/1895 |                                                                         |
| Alexandre Antoine Étienne Gustave Ducos                  | 19/07/1895-22/03/1896 |                                                                         |
| Gustave Guillaume Sandret                                | 23/03/1896-19/11/1896 | Quyền Thống đốc                                                         |
| Alexandre Antoine Étienne Gustave Ducos                  | 20/11/1896-09/05/1897 |                                                                         |
| Ange Eugène Nicolai                                      | 10/05/1897-31/12/1897 | Quyền Thống đốc                                                         |
| Edouard Picanon                                          | 01/01/1898-11/04/1899 |                                                                         |
| Ferdinand Georges Jules Bocquet                          | 12/04/1899-31/10/1900 | Quyền Thống đốc                                                         |
| Edouard Picanon                                          | 01/11/1900-28/07/1901 |                                                                         |
| Louis Paul Luce                                          | 29/07/1901-04/09/1901 | Quyền Thống đốc                                                         |
| Henri Félix de Lamothe                                   | 05/09/1901-18/09/1902 |                                                                         |
| François Pierre Rodier                                   | 19/09/1902-10/03/1906 |                                                                         |
| Olivier Charles Arthur de Lalande de Calan               | 11/03/1906-02/1907    | Quyền Thống đốc                                                         |
| François Pierre Rodier                                   | 02/1907-29/06/1907    |                                                                         |
| Louis Alphonse Bonhoure                                  | 30/06/1907-18/02/1908 | Quyền Thống đốc                                                         |
| Ernest Amédée Antoine Georges Outrey                     | 19/02/1908-23/09/1908 | Quyền Thống đốc                                                         |
| Louis Alphonse Bonhoure                                  | 24/09/1908-09/01/1909 |                                                                         |
| Ernest Amédée Antoine Georges Outrey                     | 10/01/1909-15/01/1909 | Quyền Thống đốc                                                         |
| Jules Maurice Gourbeil                                   | 16/01/1911-12/1911    | Phó Thống đốc phụ tá cho Toàn quyền Đông Dương                          |
| Jules Maurice Gourbeil                                   | 12/1911-06/1912       |                                                                         |
| Leon Destenay                                            | 06/1912-12/1912       | Quyền Thống đốc                                                         |
| Jules Maurice Gourbeil                                   | 12/1912-01/1914       |                                                                         |
| Maurice Joseph La Gallen                                 | 01/1914-07/1914       | Quyền Thống đốc                                                         |
| Jules Maurice Gourbeil                                   | 07/1914-26/04/1916    |                                                                         |
| Edouard Rivet                                            | 27/04/1916-05/1916    | Quyền Thống đốc                                                         |
| Maurice Joseph La Gallen                                 | 05/1916-06/1918       |                                                                         |
| Georges René Gaston Maspéro                              | 06/1918-02/1920       | Quyền Thống đốc                                                         |
| Maurice Joseph La Gallen                                 | 02/1920-17/11/1920    |                                                                         |
| Achille Paul Michel Quesnel                              | 18/11/1920-14/02/1922 | Quyền Thống đốc                                                         |
| Maurice Cognacq                                          | 15/02/1922-18/04/1926 |                                                                         |
| Aristide Eugène Le Fol                                   | 19/04/1926-30/12/1926 | Quyền Thống đốc                                                         |
| Paul Marie Alexis Joseph Blanchard de la Brosse          | 31/12/1926-31/12/1928 |                                                                         |
| Auguste Eugène Ludovic Tholance                          | 01/01/1929-06/03/1929 | Quyền Thống đốc                                                         |
| Jean-Félix Krautheimer                                   | 07/03/1929-20/11/1934 |                                                                         |
| Eugène Henri Royer Eutrope                               | 21/11/1931-11/11/1932 | Quyền Thống đốc                                                         |
| Jean-Félix Krautheimer                                   | 12/11/1932-1934       |                                                                         |
| Pierre André Michel Pagès                                | 1934-29/02/1936       |                                                                         |
| Henri Georges Rivoal                                     | 01/03/1936-12/10/1936 | Quyền Thống đốc                                                         |
| Pierre André Michel Pagès                                | 13/10/1936-1939       |                                                                         |
| René Veber                                               | 1939-15/11/1940       |                                                                         |
| Henri Georges Rivoal                                     | 16/11/1940-12/1942    | Quyền Thống đốc (16/11/1940-11/12/1940), Thống đốc (12/12/1940-12/1942) |
| Ernest Thimothée Hoeffel                                 | 12/1942-08/03/1945    |                                                                         |
| Fujio Minoda                                             | 09/03/1945-13/08/1945 |                                                                         |
| Nguyễn Văn Sâm                                           | 14/08/1945-24/08/1945 | Khâm sai Nam Bộ                                                         |
| Trần Văn Giàu                                            | 25/08/1945-09/09/1945 | Chủ tịch Ủy ban Hành chánh lâm thời Nam Bộ                              |
| Phạm Văn Bạch                                            | 10/09/1945-22/09/1945 | Chủ tịch Ủy ban Nhơn dân Nam Bộ                                         |
| Jean Marie Arsène Cédille                                | 23/09/1945-13/10/1945 | Ủy viên Cộng hoà Pháp tại Nam Kỳ                                        |
| Marcel Jean Marie Alessandri                             | 14/10/1945-31/05/1946 | Ủy viên Nam Kỳ                                                          |
| Nguyễn Văn Thinh                                         | 01/06/1946-10/11/1946 | Thủ tướng Nam Kỳ Quốc                                                   |
| Nguyễn Văn Xuân                                          | 15/11/1946-06/12/1946 | Quyền Thủ tướng Nam Kỳ Quốc                                             |
| Lê Văn Hoạch                                             | 07/12/1946-07/10/1947 | Thủ tướng Nam Kỳ Quốc                                                   |
| Nguyễn Văn Xuân                                          | 08/10/1947-26/05/1948 | Thủ tướng Nam Kỳ Quốc                                                   |
| Lê Văn Hoạch                                             | 27/05/1948-14/07/1949 | Quốc vụ khanh Nam Kỳ                                                    |
| Trần Văn Hữu                                             | 15/07/1949-05/05/1950 | Thủ hiến Nam Việt                                                       |
| Thái Lập Thành                                           | 06/05/1950-31/07/1951 | Thủ hiến Nam Việt                                                       |
| Hồ Quang Hoài                                            | 01/08/1951-07/1954    | Thủ hiến Nam Việt                                                       |
| Trần Văn Lắm                                             | 07/1954-11/1955       | Đại biểu Chính phủ tại Nam Phần                                         |
| Hồ Bảo Lộc                                               | 11/1955-?             | Đại biểu Chính phủ tại Nam Phần                                         |